# TUBGCP5
TUBGCP5‏ (Tubulin gamma complex associated protein 5) هوَ بروتين يُشَفر بواسطة جين TUBGCP5 في الإنسان.